# Molí d'en Jordà
El Molí d'en Jordà és una obra de Santa Susanna (Maresme) protegida com a bé cultural d'interès local.

## Descripció
A la part alta de la riera de Santa Susanna, a prop de Can Jordà, es troben les restes de l'antic molí d'en Jordà. De l'edifici moliner es conserven només algunes parets. De l'aqüeducte que portava l'aigua fins al molí es conserven dues arcades, una d'elles amb l'arc més rebaixat que l'altre, que travessen el torrent. El parament de l'aqüeducte és de pedra irregular unida amb morter sense fer filades, excepte les dovelles dels arcs que són carreus de pedra ben tallats i polits.

## Història
Ros de Pineda va construir una resclosa a la part alta de la riera de Santa Susanna i va edificar el molí. També va construir la casa del moliner i un espai on els pagesos esperaven el torn per moldre el seu blat; per aquest espai el molí també era conegut com a "molí de la taverna".